# Red Dragon (DJ)
Red Dragon, eigentlich Leroy May (* 18. März 1966 in Kingston; † 31. Juli 2015 ebenda), war ein jamaikanischer Dancehall-DJ.

## Biografie
Die mit seinem Bruder Michael May alias Flourgon aufgenommene Single Sit Dung Pon It war der erste DJ-Clash zwischen Geschwistern überhaupt. Der einzige Charthit Red Dragons ist das Lied Compliments on Your Kiss, bei dem das Reggae-Gesangsduo Brian & Tony Gold mitgewirkt hatte. Die Single stieg im Juli 1994 in die UK-Charts, hielt sich dort 21 Wochen, davon 6 Wochen in den Top 10, und erreichte Platz 2. Red Dragon starb am 31. Juli 2015 im Alter von 49 Jahren im University Hospital of the West Indies in Kingston, nachdem er am Tag zuvor dort wegen Bluthochdrucks und Herzbeschwerden eingeliefert worden war.

## Diskografie

### Alben
- 1988: Red Dragon Vs. Flourgon (mit Flourgon)
- 1992: Pum Pum Shorts
- 1992: Good Old College
- 1994: Bun Them

### Singles
| - 1986: Nah Get Nutten - 1986: Girls Love Fun - 1986: Hicki Body - 1986: Commandor - 1987: Kuff - 1987: Man Short - 1987: Ease Off - 1987: Do the Della Skank - 1987: Want Jamaica (mit Flourgon) - 1987: Size - 1987: Try Fi Con (Admiral Goldman vs. Red Dragon) - 1987: Gal Baton - 1987: Duck - 1987: Hol a Fresh - 1988: Wine and Guh Down (mit Flourgon) - 1988: Duck Dance - 1989: Love Oonuh - 1989: Bust Blank - 1989: Dibby Dibby Man - 1989: Dibby Dibby Girl - 1990: Buduff Baff - 1990: Bad Mind a Kill You - 1990: Cukum Rum - 1990: Cu-Kun-Kun - 1990: My Anthem - 1990: Old - 1990: Condemn - 1990: No Gun - 1991: X-Rated - 1991: Full a Shape - 1991: Iraq & America - 1991: Bad Mind - 1991: Good Hole College - 1991: Size of the Gun - 1991: Drop Off a Shape - 1992: Clap Dance - 1992: Mi Dun Know | - 1992: Can Step - 1992: Cocky Rider - 1992: Follow Mi do Bogle Dance - 1992: Bath Trunk - 1992: Wash Wash - 1992: Ghetto Man Step - 1992: It a Bun Dem - 1992: Do Bogle Dance - 1993: Yardman - 1993: Jump Up - 1993: Cock It up High - 1993: Leave Yuh Man Alone - 1993: What a Gal Look Good - 1993: Should’nt Do That - 1993: Yu Sweet - 1993: Monster - 1993: Informer (mit Snagga Puss, Redrose, Lizard, Frankie Paul, Flourgon und Malvo) - 1994: Compliment on Your Kiss (mit Brian & Tony Gold) - 1994: Skin Tight (mit Brian & Tony Gold) - 1994: Bad Mind - 1994: Respect Fi Yu Body - 1994: A You Cute Face - 1994: Empty Barrel - 1994: Light the Spliff - 1995: Woman You Ready - 1995: Sh-Boom (Life Could Be a Dream) (mit Ruddy Thomas und Dennis Brown) - 1996: It’s in Her Kiss (Jack Radics feat. Gwen Dickey und Red Dragon) - 1996: Explode Gal - 1997: Sexy Gal - 1997: No Heartbreaker (mit Pliers) - 1997: Never Give Up - 1997: Calling - 2000: We Rin Tings - 2001: Inna the Bush - 2004: Break Up 2 Make Up - 2010: Jam Down Posse |